# Plutos kalla kalkon
Plutos kalla kalkon (även Plutos kalkon) (engelska: Cold Turkey) är en amerikansk animerad kortfilm med Pluto från 1951.

## Handling
Efter att sett en reklamfilm i TV om kalkon beslutar sig Pluto för att söka i kylskåpet efter en kalkon och hittar snart en frusen kalkon, men den vill katten Milton också ha. Det blir så småningom Milton som får den och försöker sedan på flera sätt att värma upp den.

## Om filmen
Filmen hade svensk biopremiär den 15 maj 1954 och visades på biografen Spegeln i Stockholm.
Filmen har getts ut på svenskspråkigt VHS.

## Rollista
- Pinto Colvig – Pluto[7]